# Carrie Rodriguez
Carrie Luz Rodríguez (Austin, 31 de julio de 1978) es una cantautora estadounidense.
Es hija de la pintora de Texas Katy Nail y del cantante y compositor David Rodríguez, y es la nieta de la ensayista de Texas Frances Nail. Canta y toca el fiddle, la mandolina y el dobro.
Los miembros de su banda incluyen a Luke Jacobs (guitarra acústica y eléctrica, voces, lap steel guitar, pedal steel), Hans Holzen (guitarra acústica y eléctrica, vocal, dobro, mandolina), Erik Deutsch (teclados), Kyle Kegerreis (bajos acústicos y eléctricos), y Don Heffington (batería, percusión).

## Comienzos
Rodríguez empezó a tomar lecciones de Violín en su escuela elemental pública a la edad de 5 años. Su profesor, Bill Dick, fue su profesor de violín principal hasta que dejó Austin a la edad de 17 años para empezar música en el conservatorio.
Le fue otorgada una beca al Oberlin Conservatory y estudió con Roland y Almita Vamos por un año (1996). Su padre, David Rodríguez, la llevó con él a Europa en un tour cuando era una adolescente y después de hablar con el viejo amigo de su padre Lyle Lovett, decide dejar Oberlin y seguir un curso para ser violinista en el Berklee College of Music bajo el cuidado de Mate Glaser, graduándose en 2000. Allí, su profesor, Mate Glaser, y su alumnado amigo, incluyendo Casey Driessen, la ayudaron a encontrar su camino

## Carrera

### 2001-2009
En 2001 Chip Taylor le preguntó a Rodríguez si quería unirse a su tour europeo después de verla actuar con la banda Hayseed durante SXSW, que presentó un escaparate de artistas de ascendencia hispánica. La lista de intérpretes era pequeña pero inspirada: Carlos Santana, Los Lobos, Linda Ronstadt, Gloria Estefan, José Feliciano, y Carrie Rodríguez.

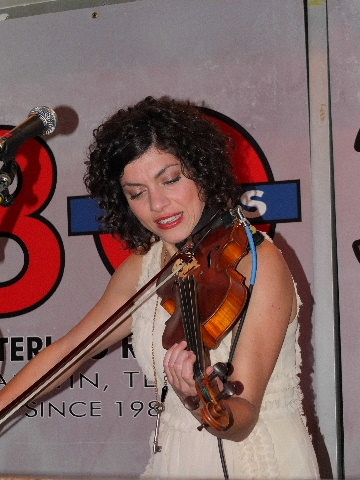
Carrie Rodríguez en 2013

Grabó su primer álbum de dúo, Let's Leave This Town, con Chip Taylor en 2002 para Trainwreck Registros. Giraron extensamente en Europa, actuando en la BBC y numerosos programas Radiofónicos Nacionales. Chip Taylor y Carrie Rodríguez también aparecieron en la NPR en el programa radiofónico Edición de Fin de semana y apareció un artículo sobre ellos en la sección de Artes del domingo de New York Times, en 2003.
Después de cuatro registros de dúo con Taylor, publicó su álbum solo de debut, Seven Angeles on a Bicycle, el 15 de agosto de 2006. Publica su segundo álbum, She Ain't Me, el 5 de agosto de 2008. Carrie actuó en el Austin City Limits de 2008.
Carrie Rodríguez Live in Louisville, de 2009, presentó su actuación de apertura en Louisville mientras hacía una gira con Lucinda Williams.

### 2009-2011
Rodríguez firmó con Ninth Street Opus en octubre de 2009 y el 13 de abril de 2010, publica su álbum de versiones, Love and Circunstances. Este álbum incluye canciones de Hank Williams, John Hiatt y Lucinda Williams, y llegó al Top 20 de Álbumes de 2010 (Asociación Americana de Música).
Además, ha grabado y/o actuado con John Prine, John Mayer,  Alejandro Escovedo, Los Lonely Boys, Bruce Hornsby, Robert Earl Keen, Los Lobos y Patty Griffin. Ha sido entrevistada y/o actuado en diferentes programas radiofónicos: Latino USA, Mountain Stage, A Prairie Home Companion, y World Cafe.
En agosto de 2011 hizo una gira por los EE. UU. con Jeff Bridges, con quien ella también ha aparecido en Austin City Limits, Today, Live with Regis and Kelly, The Colbert Report y The Tonight Show with Jay Leno.

### 2012 y posterior

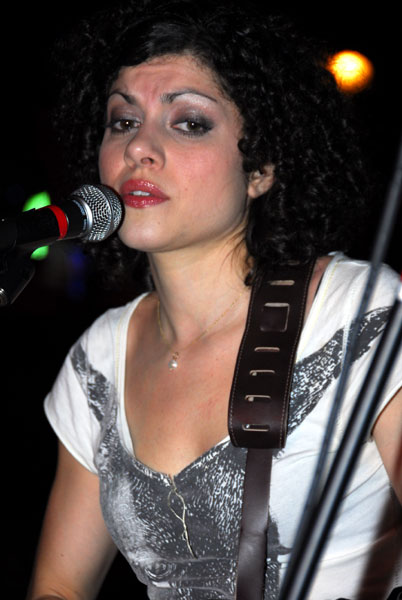
Carrie Rodríguez en 2007.

Carrie también ha ayudado a coproducir el álbum The Fantastic Expedition, de Erik & Sanne, en junio de 2012. 
En 2012, sus giras en Europa continuaron en varios países que incluyen Alemania, Italia y el Reino Unido durante la segunda mitad del año.  Actuó en espectáculos junto con Chip Taylor y Luke Jacobs en locales como Caffé Teatro en Italia, salones de steakhouse como Cowboy Up en Bélgica u Hoteles como el Victoria Hotel en Anglesey, en Gales.
El 17 de enero de 2013 Carrie era honrada por la ciudad de Austin con un Día de Carrie Rodríguez (que seguirá cada año). La proclamación de la ciudad es en reconocimiento del trabajo de Carrie en situar a Austin como 'Capital Mundial de la Música en Vivo'."
El 22 de enero de 2013, fue publicado su nuevo álbum, Give Me All You Got. El disco contiene una canción llamada "Lloro de Amor," de la cual Rodríguez dice, "Esto era un auténtico regalo. Viene de uno de nuestros compositores más grandes de todos los tiempos, en mi opinión humilde, Chip Taylor. Chip, de improviso, me envió esta canción como un archivo de MP3 en un correo electrónico y me dijo 'Carrie,  escribí esta canción para ti.' ”
Michael Bialas del Huffington Post anotó que "Carrie Rodríguez podría ser la más trabajadora de la música de raíces americanas... Give Me All You Got es un ejemplo de Rodríguez en su mejor freewheeling, una mezcla inspirada de pasión y energía, que captura el espíritu que se puede sentir en sus espectáculos en vivo."
Su siguiente disco, Lola, presenta canciones en español, inglés y spanglish. Lola la representa mejor que cualquiera de su trabajo anterior, dice ella, no sólo porque es música Tex-Mex para una nueva generación. Sus fanes la han motivado a grabar más canciones en español después de que ella empezó a incluir “La puñalada trapera” al final de sus shows.
Rodríguez grabó Lola cuando llevaba seis meses y medio de embarazo de su hijo, Cruz Calvin Jacobs. Aunque al principio se preocupaba de poder cantar mientras estaba embarazada, dice ella que “Fue más fácil que antes. Creo que él me dio más intensidad”.

## Discografía

### Álbumes en solitario
| Título                              | Año de publicación. Sello |                           |                                                      |
| ----------------------------------- | --- | ------------------------- | ---------------------------------------------------- |
| Título                              | Año de publicación. Sello | Seven Angels on a Bicycle | - Release date: 2006 - Label: Back Porch/Train Wreck |
| She Ain't Me                        | - Release date: 2008 - Label: Manhattan/Back Porch                                                                                        |                           |                                                      |
| Carrie Rodriguez Live in Louisville | - Release date: 2009 - Label: Luz Music Ltd.                                                                                              |                           |                                                      |
| Love and Circumstance               | - Release date: 13 de abril de 2010 - Label: Ninth Street Opus                                                                            |                           |                                                      |
| Live & Circumstance                 | - Release date: 2010 - Label: Radio Special                                                                                               |                           |                                                      |
| Give Me All You Got                 | - Release date: 2013 - Label: Ninth Street Opus                                                                                           |                           |                                                      |
| Live at the Cactus                  | - Release date: January 2014 - Label: Self Release                                                                                        |                           |                                                      |
| Lola                                | - Release date: 16 de febrero de 2016 - Label: Luz Records - Bilingual 2016 ranchera-inspired album featuring Bill Frisell and Raúl Malo. |                           |                                                      |

## Álbumes con Chip Taylor
- 2002, Let's Leave This Town

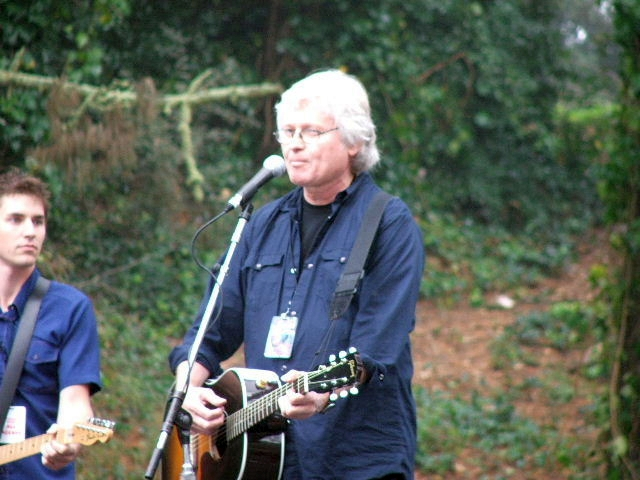
Chip Taylor en 2005.

- 2003, The Trouble with Humans Train Wreck
- 2004, Angel of the Morning (7 track live EP)  Train Wreck
- 2005, Red Dog Tracks Back Porch/Train Wreck
- 2007, Live from the Ruhr Triennale Train Wreck

### Colaboraciones
- 1998, River Through The Sun  Philip Rodríguez Jaguar Night/Recovery Recordings, fiddle
- 2002, "Sweet Tequila Blues" with Chip Taylor, on 107.1 KGSR Radio Austin Broadcasts Vol.10
- 2005, "One Eye" on Texas  Audrey Auld Mezera, fiddle and vocals
- 2006, Unglorious Hallelujah (Red Red Rose & Other Songs of Love, Pain & Destruction) - Chip Taylor, backing vocals
- 2007, "Cortez the Killer" (Neil Young) with Tim Easton on the album Like a Hurricane: A Tribute to Neil Young
- 2007, Guest appearance on A Prairie Home Companion, with Hans Holzen and Kyle Kegerreis
- 2015, "A Good Man Is Hard To Find" as part of Still the King: Celebrating the Music of Bob Wills and His Texas Playboys by Asleep at the Wheel.